# Nogometno prvenstvo Krima
Nogometno prvenstvo Krima ("Premier liga Krimskog nogometnog saveza", rus. Чемпионат Премьер-лиги Крымского футбольного союза по футболу) je nogometno prvenstvo koje se od sezone 2015./16. održava na Krimskom poluotoku pod pokroviteljstvom UEFA-e.

## Povijest

### Aneksija Krima
16. ožujka kao posljedica sukoba i promjene vlasti u Ukrajini, na Krimu (Autonomna Republika Krim) je održan referendum o odcjepljenju od Ukrajine i pripajanju Ruskoj Federaciji. Od 83,1% izašlih građana, 96,77% stanovništva Krima i 95,6% stanovništva Sevastopolja glasalo za pripajanje Ruskoj Federaciji. Sljedećeg dana je Krimski parlament zatražilo od Ruske Federacije da prizna rezultate referenduma, te je 18. ožujka 2014. godine rusko, krimsko i sevastopoljsko rukovodstvo potpisalo Sporazum o prihvaćanju Republike Krim u Rusku Federaciju.

### Sudjelovanje klubova u prvenstvu Rusije
Početkom lipnja 2014. godine, tri kluba s područja Krima (SC Tavriya Simferopol, FC Sevastopol i Zhemchuzhina Yalta) su ugašena i preregistrirana prema zakonima Ruske Federacije. U kolovozu 2014. godine, novi klubovi (TSK Simferopol, SKChF Sevastopol i Zhemchuzhina Yalta) su odigrali svoje prve utakmice u trećem rangu nogometnog prvenstva Ruske Federacije i Kupa Rusije. Nakon žalbe Ukrajinskog nogometnog saveza FIFA-i i UEFA-i, UEFA je 22. kolovoza odlučila da utakmice krimskih klubova pod okriljem Nogometnog saveza Rusije neće priznati, te zahtjeva od ruskog i ukrajinskog saveza da nađu kompromisno rješenje. Početkom prosinca, generalni tajnik UEFA-e, Gianni Infantino, izjavio je da će UEFA dodijeliti Krimu status "specijalne zone za nogometne svrhe" i zabranio nastup krimskih klubova u ruskom prvenstvu, najavljujući mogućnost osnivanja zasebne nogometne lige. Iz tih razloga i naznaka da bi Rusija eventualno mogla izgubiti domaćinstvo Svjetskog prvenstva u nogometu 2018. godine, Nogometni savez Rusije je, nakon pola sezone, odlučio isključiti ova tri kluba iz daljeg natjecanja pod svojim okriljem.

### Osnivanje zasebne lige
Kao rješenje sukoba interesa između ukrajinskog i ruskog nogometnog saveza po pitanju nastupa krimskih klubova, UEFA je najavila posjetu svoje delegacije Krimu kako bi procijenili stvarnu situaciju na terenu i utjecaj koji je aneksija imala na nogomet. Nakon toga izvršni komitet UEFA-e je u ožujku 2015. godine odobrio osnivanje zasebne nogometne lige na krimskom poluotoku pod okriljem UEFA-e u cilju razvijanja nogometa. Krajem svibnja, predstavnici Krimskog nogometnog saveza su izjavili da su pregovori s UEFA-om bili uspješni, te su najavili da će u novoosnovanom prvenstvu Krima sudjelovati 5 profesionalnih i 3 amaterska kluba. Prema najavama, prvenstvo bi moglo početi u kolovozu 2015. godine.

### Inicijalno natjecanje
Inicijalni nogometni turnir, nazvan Svekrimski turnir 2015, kao uvod za buduće Krimsko prvenstvo je odigran u periodu od 18. travnja do 28. lipnja 2015. godine. Sudjelovalo je 20 timova podijeljenih u dvije grupe. Osvajač ovog turnira i službeni prvi prvak Krimske lige je SKChF Sevastopol.
| mj. | klub                               | utak. | pobj. | nerj. | por. | gol.  | bod. |
| --- | ---------------------------------- | ----- | ----- | ----- | ---- | ----- | ---- |
| 1   | FC Sevastopol-1                    | 9     | 9     | 0     | 0    | 52-6  | 27   |
| 2   | Ocean Kerch                        | 9     | 6     | 1     | 2    | 23-9  | 19   |
| 3   | FC Yalta                           | 9     | 6     | 1     | 2    | 27-19 | 19   |
| 4   | Goleador Feodosia                  | 9     | 5     | 0     | 4    | 15-15 | 15   |
| 5   | YugInvestStroi Service Simferopol  | 9     | 4     | 2     | 3    | 21-23 | 14   |
| 6   | FC Bakhchisaray                    | 9     | 3     | 5     | 1    | 20-14 | 14   |
| 7   | Dinamo Saki                        | 9     | 2     | 1     | 6    | 22-36 | 7    |
| 8   | FC Sevastopol-2                    | 9     | 2     | 1     | 6    | 16-30 | 7    |
| 9   | Spartak KrymTeplitsa Molodyozhnoye | 9     | 1     | 3     | 5    | 12-21 | 6    |
| 10  | FC Alushta                         | 9     | 0     | 0     | 9    | 5-41  | 0    |

| mj. | klub                                  | utak. | pobj. | nerj. | por. | gol.  | bod. |
| --- | ------------------------------------- | ----- | ----- | ----- | ---- | ----- | ---- |
| 1   | Gvardeyets Gvardeiskoye               | 9     | 7     | 1     | 1    | 32-8  | 22   |
| 2   | Tavria Simferopol                     | 9     | 6     | 2     | 1    | 37-4  | 20   |
| 3   | Scythians Simferopol                  | 9     | 6     | 2     | 1    | 28-7  | 20   |
| 4   | Rubin Yalta                           | 9     | 5     | 3     | 1    | 16-5  | 18   |
| 5   | Berkut Eupatoria                      | 9     | 5     | 2     | 2    | 27-27 | 17   |
| 6   | FC Istochnoye                         | 9     | 3     | 2     | 4    | 26-19 | 11   |
| 7   | Crimean Olympic Academy Krasnolesye   | 9     | 3     | 1     | 5    | 11-25 | 10   |
| 8   | A.Zayayev Football Academy Simferopol | 9     | 2     | 1     | 6    | 10-24 | 7    |
| 9   | Detonator Sevastopol                  | 9     | 1     | 0     | 8    | 9-42  | 3    |
| 10  | FC Eupatoria                          | 9     | 0     | 0     | 9    | 8-44  | 0    |

U finalu turnira 28. lipnja su igrali pobjednici grupa FC Sevastopol-1 i Gvardeyets Gvardeiskoye, gdje je rezultatom 6-2 turnir osvojio FC Sevastopol.

### Osnivanje saveza
16. srpnja 2015. godine u Simferopolu, pod pokroviteljstvom UEFA-e, osnovan je Krimski nogometni savez (rus. Крымский Футбольный Союз). Osnivači saveza su regionalne javne organizacije Republička nogometna federacija Krima (rus. Республиканская Федерация футбола Крыма) i Nogometna federacija Sevastopolja (rus. Федерация футбола Севастополя). Njegova osnovna svrha je promoviranje razvoja i popularizacija profesionalnog nogometa na crnomorskom poluotoku. Početak prvenstva je najavljen za 22. odnosno 23. kolovoz 2015. godine, kada se igraju utakmice prvog kola ovog natjecanja.

## Početak natjecanja
Prva utakmica novoosnovanog natjecanja odigrana je 22. kolovoza 2015. godine između FK SKČF Sevastopolj i FK TSK-Tavrija Simferopolj. Očekuje se da se natjecanje završi u svibnju 2016. godine. Za sada UEFA ne predviđa sudjelovanje krimskih klubova u europskim nogometnim natjecanjima, ali planira razmotriti svoji odluku nakon dvije godine. Paralelno s Premier ligom, kreće i Prva divizija, niži rang u kojem sudjeluju amaterski klubovi (preostali klubovi sudionici inicijalnog natjecanja). 

### Format natjecanja
Ligu čini osam klubova i utakmice se igraju četverokružno, odnosno odigrat će se 28 kola. Liga se igra od kolovoza do lipnja. Pobjednik prvenstva i službeni prvak lige je klub koji osvoji najviše poena po završetku natjecanja. Posljednjeplasirani klub ispada u niži rang, dok njegovo mjesto u narednoj sezoni zauzima osvajač Prve divizije ako zadovolji zahtjeve profesionalne lige. Također, po završetku regularnog dijela prvenstva, pretposljednjeplasirani klub igra kvalifikacije za ostanak u ligi protiv drugoplasiranog iz Prve divizije, te pobjednik dvomeča sudjeluje sljedeće sezone u Premier ligi.

### Sudionici
- FK TSK-Tavrija Simferopolj
- FK SKČF Sevastopolj
- FK Rubin Jalta
- FK Bakhčisaraj
- FK Jevpatorija
- FK Kafa Feodosija
- FK Okean Kerč
- PFK Berkut Armjansk

Premier liga Krima 2015./16.
Prvi šampion Premier lige Krima je FK TSK-Tavrija Simferopolj.

## Dosadašnji pobjednici
| Sezona    | Prvak                      |
| --------- | -------------------------- |
| 2015./16. | FK TSK-Tavrija Simferopolj |
| 2016./17. | FK SKČF Sevastopolj        |
| 2017./18. |                            |

## Vanjske poveznice
- Službene stranice Krimskog nogometnog saveza
- Službene stranice Republičke nogometne federacije Krima (na ruskom jeziku)
- https://fcskchf.com/  Arhivirana inačica izvorne stranice od 10. listopada 2014. (Wayback Machine)
- sportstats.com: Premier liga Krima  Arhivirana inačica izvorne stranice od 1. rujna 2015. (Wayback Machine)
- Facebook stranica Krimskog nogometnog saveza
- VK stranica Krimskog nogometnog saveza